# 753 (numero)
Settecentocinquantatré (753) è il numero naturale dopo il 752 e prima del 754.

## Proprietà matematiche
- È un numero dispari.
- È un numero composto, con 4 divisori: 1, 3, 251, 753. Poiché la somma dei suoi divisori (escluso il numero stesso) è 498 < 752, è un numero difettivo.
- È un numero semiprimo.
- È un numero intero privo di quadrati.
- È un numero palindromo e un numero ondulante nel sistema di numerazione posizionale a base 15 (353).
- È un numero malvagio.
- È parte delle terne pitagoriche (753, 1004, 1255), (753, 31496, 31505), (753, 94500, 94503), (753, 283504, 283505).

## Astronomia
- 753 Tiflis è un asteroide della fascia principale del sistema solare.
- NGC 753 è una galassia nella costellazione di Andromeda.

## Astronautica
- Cosmos 753 è un satellite artificiale russo.